# 独立前夜
『独立前夜』(どくりつぜんや)は石崎ひゅーいの1stアルバム。

## 収録曲
1. 夜間飛行
2ndシングル。
テレビ東京ドラマ24『みんな！エスパーだよ！』主題歌。
2. バターチキンムーンカーニバル
3. シーベルト
4. 第三惑星交響曲
1stミニアルバム1曲目。
5. 友達
6. ナイトミルク
7. ファンタジックレディオ
1stシングル。
8. おっぱい
9. 反抗期
10. せんたくき
11. ガールフレンド